# La Victoire de Josué sur les Amalécites
La Victoire de Josué sur les Amalécites est un tableau réalisé par Nicolas Poussin entre 1624 et 1626.

## Historique de l'œuvre
La Victoire de Josué sur les Amalécites et son pendant, La Victoire de Josué sur les Amorites, sont les premiers tableaux peints par Poussin en Italie. 
Entré dans les collections du musée de l'Ermitage entre 1763 et 1770, il est exposé dans la salle 279 du Palais d'Hiver.

## Description
Le sujet est très rarement représenté en peinture, mais montre l'intérêt de Poussin pour l'histoire de Moïse qui fera l'objet de plusieurs autres tableaux. Le tableau illustre la bataille de Josué avec les Amalécites, racontée dans le Livre de l'Exode, 17 : les troupes de Josué conservent l'avantage tant que Moïse, à l'arrière-plan, conserve les mains levées.

## Analyse
L'influence des Loges de Raphaël se fait sentir sur le tableau. La composition s'inspire également de dessins de sarcophages romains réalisés par Poussin, qui cherche à reproduire le mouvement dynamique de la bataille.